# Logroño–Agoncillo repülőtér
A Logroño–Agoncillo repülőtér (IATA: RJL, ICAO: LERJ) Spanyolország egyik belföldi repülőtere, amely Logroño közelében található. Éves utasforgalma 10 304 fő (2022).

## Futópályák
A repülőtér futópályái:
- 11/29 (2000 m, aszfalt)

## Forgalom
Az utasforgalom az elmúlt években az alábbi módon változott:
| Utasok száma | 20 222 | 39 150 | 56 371 | 35 663 | 17 877 | 12 237 | 17 367 | 21 381 | 4389 | 10 304 |
|              | 2003   | 2005   | 2007   | 2009   | 2011   | 2014   | 2016   | 2018   | 2020 | 2022   |

## Légitársaságok és úticélok
| Légitársaság    | Célállomások |
| --------------- | ------------ |
| Iberia Regional | Madrid       |